# Faculté de médecine d'Annaba
 (mars 2021).
Si vous disposez d'ouvrages ou d'articles de référence ou si vous connaissez des sites web de qualité traitant du thème abordé ici, merci de compléter l'article en donnant les références utiles à sa vérifiabilité et en les liant à la section « Notes et références ».
La faculté de médecine d'Annaba est une faculté composante de l'université algérienne Badji Mokhtar, située à Annaba. La faculté a pour mission la formation de futurs professionnels de santé et de recherche.
La faculté de médecine est liée au CHU d'Annaba, à l'hôpital El Hadjar, l'hôpital Besbes, l'hôpital mère-enfant El Bouni, l'hôpital de médecine physique et de réadaptation de Séraidi, et l'hôpital psychiatrique d'Annaba.
La faculté a été créée en 1981 et portait le nom d'Institut des Sciences Médicales (ISM). L’ISM a été érigé en Institut National d’Enseignement Supérieur en Sciences Médicales (INESSM) en 1985, puis, en Faculté de médecine en 1998, rattachée à l’université Badji Mokhtar d’Annaba.
Plusieurs directeurs et doyens se succèdent.